# Euryte brevicauda
Euryte brevicauda – gatunek widłonoga z rodziny Euryteidae. Nazwa naukowa gatunku została po raz pierwszy opublikowana w 1949 przez brytyjskiego zoologa R.B. Seymoura Sewella.